# Big Muley
Die Mondgesteinsprobe 61016, bekannt als Big Muley, wurde 1972 während der Apollo-16-Mission in den Descartes-Hochländern aufgesammelt (Koordinaten: 8° 58′ 22,8″ S, 15° 30′ 0,7″ O). Mit 11,7 Kilogramm ist sie die schwerste, vom Apollo-Programm zur Erde zurückgebrachte Probe. Sie wird gegenwärtig im Lunar Sample Laboratory Facility im Lyndon B. Johnson Space Center aufbewahrt.

## Bezeichnung
Die englische Bezeichnung Big Muley (Großer Muley) bezieht sich auf William R. Muehlberger, den Leiter des feldgeologischen Teams der Apollo-16-Mission.

## Beschreibung

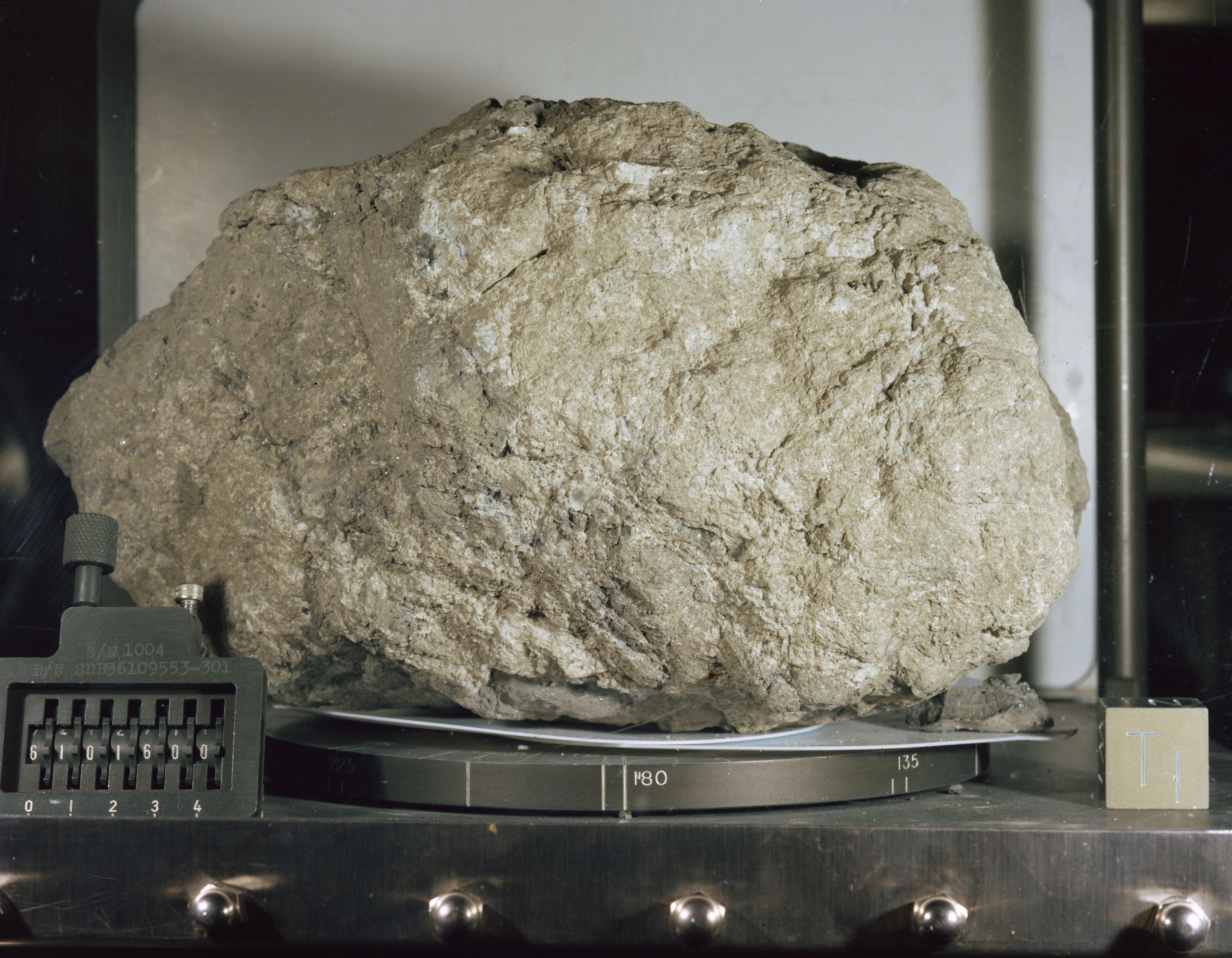
NASA-Aufnahme der Probe 61016

Bei Big Muley handelt es sich um eine dimikte Brekzie, bei der ein kleineres, geschocktes Anorthositfragment einer troktolithischen Impaktschmelze aufsitzt. Die 11745 Gramm wiegende Probe stammt vom Ostrand des Plum Crater in den Descartes-Hochländern. Sie besitzt ein Expositionsalter gegenüber kosmischer Strahlung von 1,84 Millionen Jahren und kann dadurch mit Auswurfmassen des 5 Kilometer südwestlich vom Landungsplatz liegenden South Ray Crater in Verbindung gebracht werden.
Die Probe steckte noch teilweise im Mondboden; ihre herausragende, dem Sonnenwind ausgesetzte, abgerundete Oberseite war von einer dünnen, braunen Patina überzogen und von winzigen Meteoriten-Einschlagslöchern übersät.
Die Gesteinsprobe wurde im Verlauf ihrer Geschichte von mehreren Impaktereignissen so schwer geschockt, dass der ursprüngliche Plagioklas in Maskelynit und/oder Glas umgewandelt wurde. Die maximalen Drucke der Schockwellen wurden anhand des diaplektischen Maskelynit und vorgefundenen Mosaikstrukturen mit 30 bis 40 Gigapascal ermittelt.

## Petrographie und Mineralogie

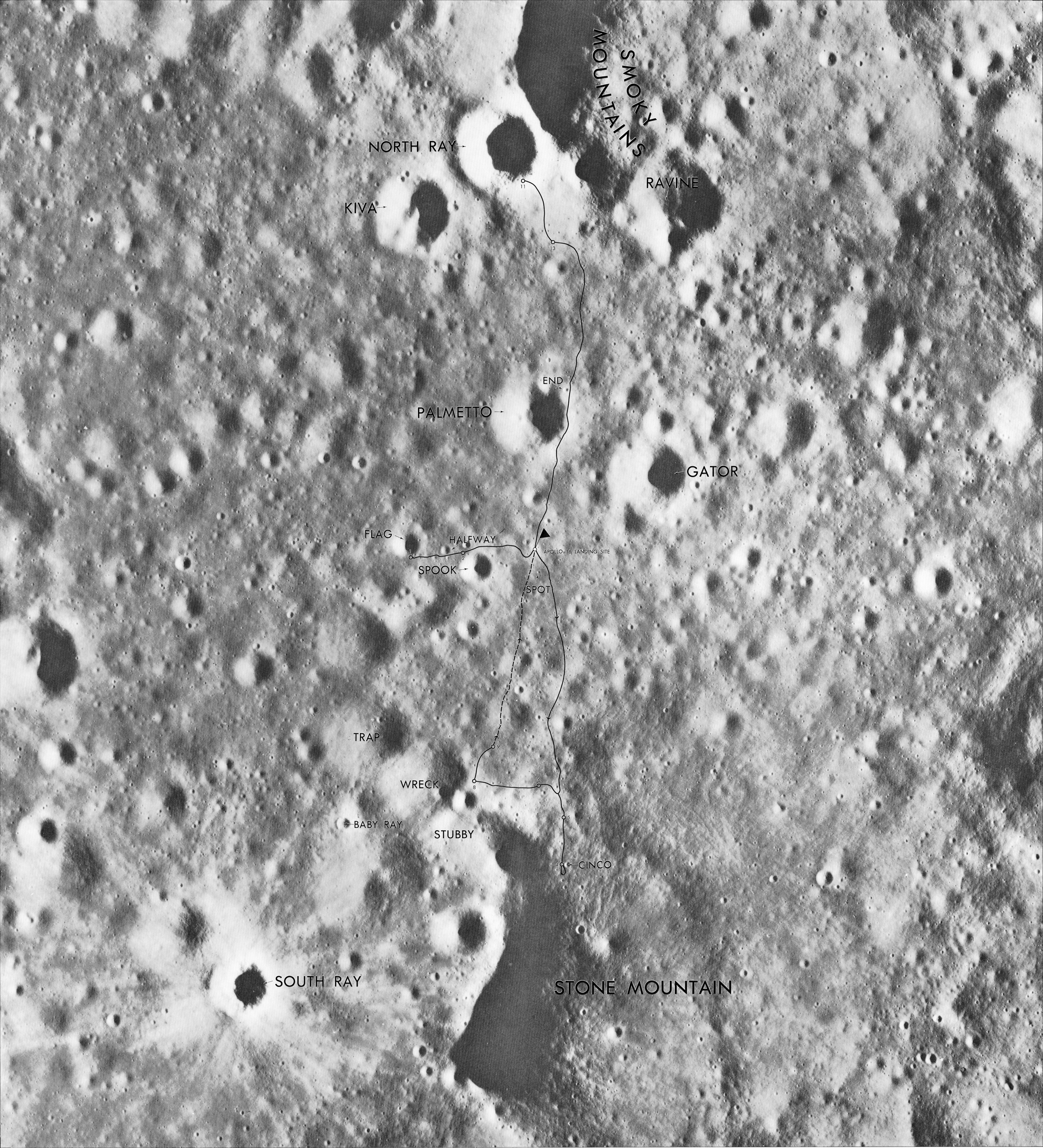
Der Landeplatz von Apollo 16 mit South Ray Crater unten links

### Impaktschmelze
Die Impaktschmelze, der Hauptbestandteil von Big Muley, besitzt einen hohen Al2O3- (ungefähr 25 %) und KREEP-Gehalt. Sie besteht zu 16 Volumenprozent aus Fragmentklasten und zu 84 Volumenprozent aus Matrix.

#### Klasten
Als Klasten fungieren eckige bis abgerundeten Plagioklase (Anorthite), die eine Korngröße von 2 Millimeter erreichen können. Die Plagioklasklasten sind teilweise bis vollständig in Maskelynit umgewandelt. Daneben finden sich auch glasige, lithische Klasten, die teilweise entglast sind. Hierzu gehören helle, grobkörnige, kataklastisch deformierte Anorthosite und dunkle, feinkörnige, dichte Mafite (Troktolithe) mit meist poikilitischem Olivin.

#### Matrix
Die semikristalline Matrix mit subophitischer Struktur besteht aus tafel- (0,1 bis 0,2 Millimeter) und lattenförmigen (2 × 0,5 Millimeter) Maskelynit (42 Volumenprozent – mit kleinen Spinelleinschlüssen), der mit poikilitischem, feinkörnigen (0,1 Millimeter), hypidiomorphen bis idiomorphen Olivin (43 Volumenprozent) verwachsen ist.
Zwickel innerhalb der Matrix werden von einer dunkelbraunen, glasigen, Ilmenit-führenden Mesostasis (14 Volumenprozent) ausgefüllt. Reliktueller Plagioklas hat eine Zusammensetzung von An92-98 und Olivin liegt bei Fo82-93. Vorhanden sind ferner 1 bis 2 Volumenprozent meteoritische Metallkörner (Eisengehalt 91 bis 93 %) mit einem Nickelgehalt von 4 bis 8 % und einem Kobaltgehalt von 0,3 bis 0,5 %.

### Anorthosit
Der aufsitzende Anorthosit ist reich an Eisen und führt neben Plagioklas eisenreiches Pyroxen sowie Olivin. Sein Olivin hat die Zusammensetzung Fo62, sein eisenreiches Pyroxen liegt bei Wo2En63Fo35. Die Übergangsregion zur scharf abgetrennten Impaktschmelze wird aus aufgeschmolzenem Plagioklas gebildet.

### Glashaut
Die Unterseite von Big Muley wird von einer Glashaut überzogen, die wahrscheinlich einmal das gesamte Handstück überzogen haben dürfte. Es wird vermutet, dass die Probe eine Auswurfbombe aus dem South Ray Crater darstellt.

## Chemismus
In der folgenden Tabelle sind geochemische Analysewerte für den Big Muley angegeben, differenziert nach drei Gruppen mit unterschiedlicher Zusammensetzung: Anorthosit, troktolithische Impaktschmelze und Glas (glasige Mesostasis, Glashaut, Pseudotachylit-artige Adern, Übergangsregion)
| Oxid  | Impaktschmelze (Gew. %) | Anorthosit (Gew. %) | Glas (Gew. %) |    | Spurenelement | Impaktschmelze (ppm) | Anorthosit (ppm) | Glas (ppm) |
| ----- | ----------------------- | ------------------- | ------------- | -- | ------------- | -------------------- | ---------------- | ---------- |
| SiO2  | 42,9 – 44,0             | 44,15 – 45,0        | 44,12 – 44,48 | Sc | 3,5 – 7,4     | 0 – 5                | 3,75             |            |
| TiO2  | 0,6 – 0,88              | 0,017 – 0,2         | 0,17 – 0,43   | Cr | 250 – 752     | 21 – 375             | 480 – 861        |            |
| Al2O3 | 23,9 – 26,26            | 33,19 – 34,85       | 29,83 – 31,74 | Co | 33 – 51       | 0,5                  | 24               |            |
| FeO   | 4,5 – 5,4               | 0,26 – 1,40         | 3,1 – 3,65    | Sr | 110 – 180     | 149 – 182            | 45               |            |
| MgO   | 9,12 – 12,5             | 0,16 – 2,51         | 3,22 – 4,87   | Ba | 105 – 240     | 6,01 – 40,7          | 132              |            |
| CaO   | 13,3 – 15,25            | 18,3 – 19,6         | 15,64 – 17,51 | La | 13,0 – 19,2   | 0,143 – 3,74         | 6,3 – 13,6       |            |
| Na2O  | 0,29 – 0,40             | 0,32 – 0,4 3        | 0,34 – 0,66   | Eu | 1,17 – 1,53   | 0,671 – 0,926        | 0,526 – 0,970    |            |
| K2O   | 0,067 – 0,13            | 0,0048 – 0,088      | 0,07 – 0,10   | Nd | 21,2 – 29,2   | 0,145 – 5,6          | 10,9             |            |
| P2O5  | 0,101 – 0,120           | 0,047 – 0,050       | 0,080         | Rb | 1,3 – 3,2     | 0,017 – 0,700        | 1,877            |            |

Bei den Seltenen Erden besitzt der Anorthosit eine deutliche, positive Europium-Anomalie, wohingegen die Impaktschmelze eine negative Eu-Anomalie aufweist. Das Glas hat nur noch eine ganz schwach negative Eu-Anomalie, liegt aber generell wesentlich näher bei den Werten der Impaktschmelze. Gegenüber Chondriten ist die Impaktschmelze stark an Seltenen Erden angereichert (20-80-fach), wohingegen sich der Anorthosit etwas unterhalb der Chondritenwerte bewegt.

## Alter
Das Alter des Big Muley wird von Eugster (1999) mit 3970 ± 25 Millionen Jahren BP angegeben.

## Bedeutung
Die Bedeutung von Big Muley liegt in der Tatsache begründet, dass die Probe die vermuteten, drei Stamm-Magmendifferentiate der primitiven Mondkruste in sich vereint. Ihr gleichzeitiges Auftreten auf beschränktem Raum legt nahe, dass die Probe mehrfach impaktiert wurde, dadurch aufschmolz, wieder kristallisierte und mechanisch durch die Impaktenergie vermischt wurde, so dass einst voneinander getrennte Lithologien nebeneinander zu liegen kamen. Im Detail waren die Prozesse, die zur Entstehung von Big Muley führten, sehr komplex (so gehen Stöffler u. a. von vier Stoßwellenmetamorphosen und einem abschließenden Impaktereignis aus, das die Probe aus dem South Ray Crater schleuderte) und verliefen womöglich nach demselben Schema wie in der Descartes-Region.